# 미네가미촌
미네가미촌(峰上村)은 지바현 기미쓰군에 일찍이 존재했던 촌이다. 현재의 훗쓰시 남부에 해당한다.

## 역사
- 1955년 4월 25일 - 세키토요촌, 다마키촌이 합병해 기미쓰군 미네가미촌이 신설하였다.
- 1963년 10월 1일 - 아마하정과 합병해, 새로운 아마하정이 신설되어, 동일 미네가미촌은 폐지되었다.

## 교통

### 도로
- 나가사 가도